# Ischnoptera taczanowskii
Ischnoptera taczanowskii es una especie de cucaracha del género Ischnoptera, familia Ectobiidae. Fue descrita científicamente por Bolívar en 1881.
Habita en Ecuador.